# Cadetia microphyton
Cadetia microphyton là một loài thực vật có hoa trong họ Lan. Loài này được (L.O.Williams) Christenson mô tả khoa học đầu tiên năm 1992.